# Coreura albicosta
Coreura albicosta är en fjärilsart som beskrevs av Max Wilhelm Karl Draudt 1915. Coreura albicosta ingår i släktet Coreura och familjen björnspinnare. Inga underarter finns listade i Catalogue of Life.